# Formacja skalna

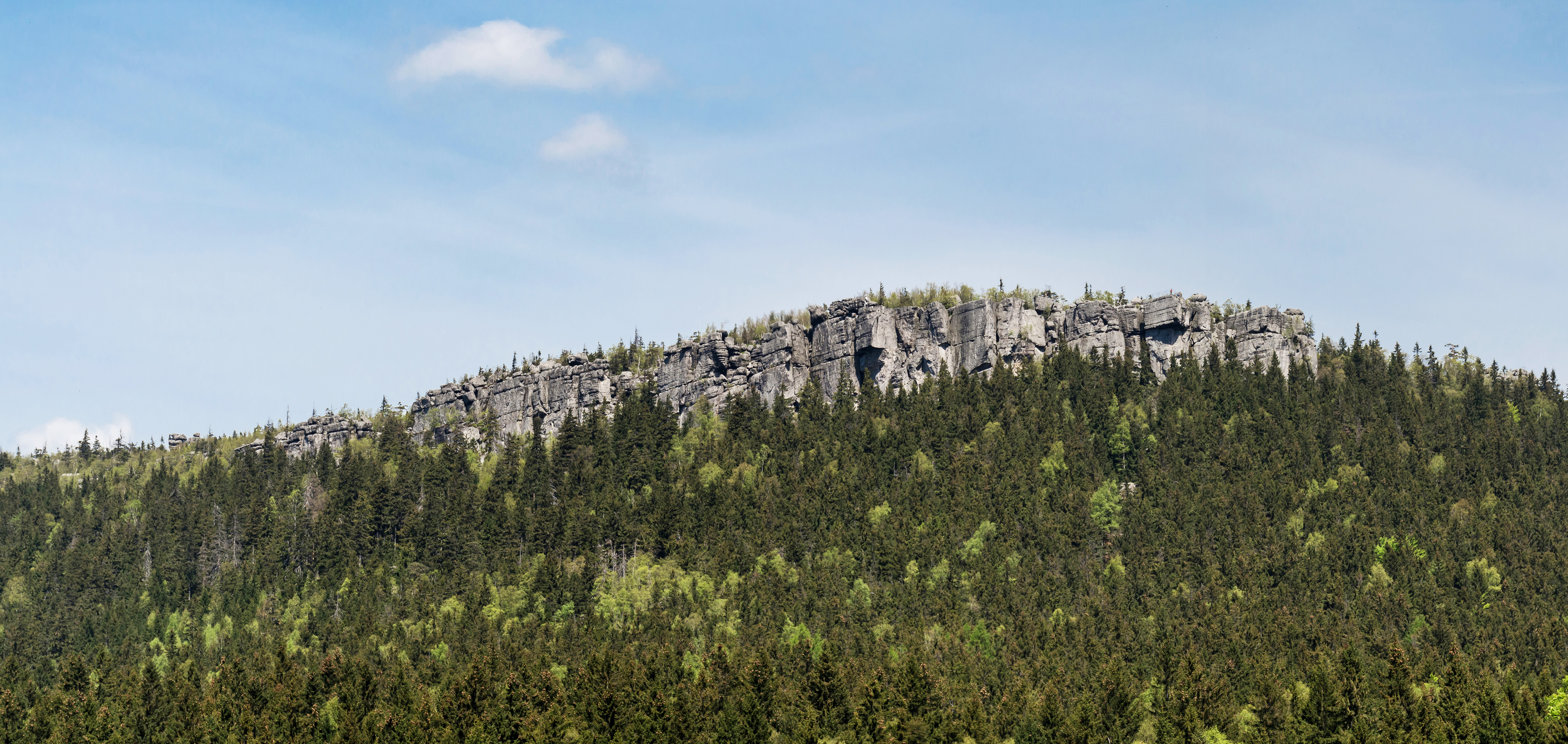
Formacja skalna na szczycie Szczelińca Wielkiego

Formacja skalna – naturalna, wypukła lub wklęsła forma ukształtowania terenu zbudowana najczęściej z litej skały.
Termin ten jest różnie rozumiany przez geomorfologów, wspinaczy, turystów i krajoznawców.
Można wyróżnić następujące formacje skalne, ze względu na ich postać:
- wypukłe, takie jak: grzbiet, grzęda, grań, grzebień, koń skalny, filar, żebro, szczyt, turnia, twardzielec, skalica, skałka, tor, ambona, baszta, piramida, igła skalna, kolumna, chybotek, mogot, grzyb skalny, głowa cukru, mur skalny, maczuga skalna, skalne miasto, hornito, okap, próg skalny, organy skalne, rygiel skalny, muton, kuesta, urwisko, klif, klif mrozowy, terasa strukturalna, terasa krioplanacyjna.
Wypukłe formacje skalne są często tworzone przez wychodnie skalne;

- wklęsłe, takie jak: cyrk lodowcowy, żleb, komin, rysa, zachód, rów grzbietowy, szczerba, przewieszka, most skalny, łuk skalny, skalna brama, okno skalne, tunel skalny;

- płaskie, takie jak: ściana, płyta, płaśń.

Niektóre z podanych wyżej terminów odnoszą się nie tylko do form zbudowanych ze skał litych, ale i niezlityfikowanych skał osadowych (gruntów sypkich lub np. gliny), ziemi, itp.